# Brassinosteroïde
De brassinosteroïden (afgekort als BR) vormen een groep van plantenhormonen die voorkomen in alle weefsels van een plant en betrokken zijn bij verschillende fysiologische processen. Brassinosteroïden stimuleren de groei, spruitvorming, het oprollen van de bladeren en de differentiëring van het xyleem. Deze effecten zijn zeer vergelijkbaar met de effecten van auxine, waardoor het jaren duurde voordat plantenfysiologen ontdekten dat brassinosteroïden een aparte groep hormonen vormen.
In cellen stimuleren brassinosteroïden de aanmaak van eiwitten en vetzuren, ze verhogen het vermogen van de plant om energie uit zonlicht vast te leggen en op het niveau van de hele plant bevorderen ze de groei en de weerstand. In hoge concentraties remmen ze de wortelgroei en de vorming van anthocyaan. Mutanten die geen brassinosteroïde meer kunnen maken geven dwerggroei, verminderde apicale dominantie en een slechte vruchtbaarheid. Ook zijn brassinosteroïden belangrijke stuurstoffen bij de skotomorfogenese (groei in het donker).
Brassinolide is de eerste ontdekte brassinosteroïde die geïsoleerd is in 1979 uit koolzaad (Brassica napus). Uit 230 kg stuifmeel werd 10 mg brassinolide gewonnen. Opvallend is de 7-ring met de lacton-functie in de B-ring van het steroïde-skelet. Op dit moment, 2009, zijn ongeveer 70 verschillende verbindingen gevonden. Brassinosteroïden worden gevormd uit campesterol, waarbij cytochroom P450-afhankelijke hydroxylasen en een reductasen betrokken zijn. Deze wijze van productie lijkt sterk op de steroïdesyntheseweg bij dieren.
Een extract van de rode pekanjer (Silene viscaria) bevat een relatief hoog gehalte aan brassinosteroïden. Dit extract werkt stimulerend op de groei van andere planten.